# Felix Böhni
Felix Böhni, né le 14 février 1958 à Zurich, est un athlète suisse, spécialiste du saut à la perche.
En 2015, il détient le record de Suisse avec un saut à 5,71 m, le 11 juin 1983 à Berne. Il termine 7e lors des Jeux olympiques de 1984.